# Маренка крейдяна
Маренка крейдяна (Asperula cretacea) — вид рослин з родини маренових (Rubiaceae), поширений у Криму й північно-західному Кавказі.

## Поширення
Поширений у Криму й північно-західному Кавказі.
В Україні вид зростає на гірських схилах — у Криму.